# Кубок валлійської ліги з футболу 2004—2005
Кубок валлійської ліги 2004–2005 — 13-й розіграш Кубка валлійської ліги. Переможцем вперше став Кармартен Таун.

## Календар
| Раунд            | Дата                            | Матчі | Клуби   |
| ---------------- | ------------------------------- | ----- | ------- |
| Попередній раунд | 17-18/25 серпня 2004            | 4     | 18 → 16 |
| 1/8 фіналу       | 31 серпня - 15 вересня 2004     | 16    | 16 → 8  |
| 1/4 фіналу       | 19-20 жовтня/2-3 листопада 2004 | 8     | 8 → 4   |
| 1/2 фіналу       | 15 лютого/1 березня 2005        | 4     | 4 → 2   |
| Фінал            | 2 травня 2005                   | 1     | 2 → 1   |

## Попередній раунд
| Команда 1         | Заг. | Команда 2    | 1-й матч | 2-й матч |
| ----------------- | ---- | ------------ | -------- | -------- |
| 17/25 серпня 2004 |      |              |          |          |
| Ейрбас            | 1:7  | Велшпул Таун | 1:5      | 0:2      |
| 18/25 серпня 2004 |      |              |          |          |
| Кармартен Таун    | 11:2 | Лланеллі     | 1:1      | 10:1     |

## 1/8 фіналу
| Команда 1                 | Заг.    | Команда 2             | 1-й матч | 2-й матч |
| ------------------------- | ------- | --------------------- | -------- | -------- |
| 31 серпня/14 вересня 2004 |         |                       |          |          |
| Гейверфордвест Каунті     | 5:2     | Аберіствіт Таун       | 1:2      | 4:0      |
| Бангор Сіті               | 5:7     | Карнарвон Таун        | 2:3      | 3:4      |
| Коннас-Кі Номадс          | 1:0     | Тотал Нетворк Солюшнс | 1:0      | 0:0      |
| Кумбран Таун              | 4:2     | Кайрсус               | 2:1      | 2:1      |
| Кевн Друїдс               | 2:6     | Ріл                   | 1:2      | 1:4      |
| Ньютаун                   | 4:4 (ч) | Порт-Толбот Таун      | 4:2      | 0:2      |
| 1/7 вересня 2004          |         |                       |          |          |
| Кармартен Таун            | 1:0     | Аван Лідо             | 0:0      | 1:0      |
| 7/15 вересня 2004         |         |                       |          |          |
| Портмадог                 | 2:1     | Велшпул Таун          | 1:0      | 1:1      |

## 1/4 фіналу
| Команда 1                  | Заг.    | Команда 2             | 1-й матч | 2-й матч |
| -------------------------- | ------- | --------------------- | -------- | -------- |
| 19 жовтня/2 листопада 2004 |         |                       |          |          |
| Коннас-Кі Номадс           | 3:5     | Портмадог             | 1:2      | 2:3      |
| Порт-Толбот Таун           | 4:3     | Гейверфордвест Каунті | 2:1      | 2:2      |
| 20 жовтня/2 листопада 2004 |         |                       |          |          |
| Карнарвон Таун             | 1:1 (ч) | Ріл                   | 1:1      | 0:0      |
| 20 жовтня/3 листопада 2004 |         |                       |          |          |
| Кармартен Таун             | 4:3     | Кумбран Таун          | 3:2      | 1:1      |

## 1/2 фіналу
| Команда 1                | Заг. | Команда 2 | 1-й матч | 2-й матч |
| ------------------------ | ---- | --------- | -------- | -------- |
| 15 лютого/1 березня 2005 |      |           |          |          |
| Порт-Толбот Таун         | 0:2  | Ріл       | 0:2      | 0:0      |
| Кармартен Таун           | 3:2  | Портмадог | 1:0      | 2:2      |

## Фінал
| 2 травня 2005 |

| Кармартен Таун              | 2:0 дч | Ріл |
| --------------------------- | ------ | --- |
| Кеннеді 101' Абділлахі 104' |        |     |

| Латам Парк, Ньютаун Глядачів: 750 Арбітр: Н.Л. Морган |